# Laguna volcánica de La Alberquilla
La laguna volcánica de La Alberquilla es una laguna volcánica del interior de la península ibérica. Se encuentra en el término municipal español de Mestanza, en la provincia de Ciudad Real, Castilla-La Mancha. Es un Monumento Natural.

## Descripción

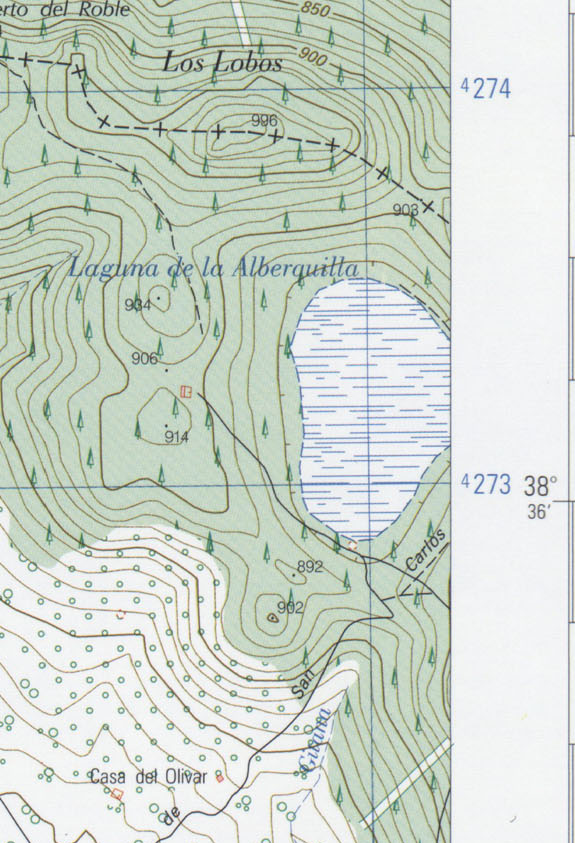
Laguna de la Alberquilla en la hoja 836-I del Mapa Topográfico Nacional. © Instituto Geográfico Nacional.

Está ubicado en el término municipal ciudadrealeño de Mestanza, en la comunidad autónoma de Castilla-La Mancha.
Se extiende en un terreno de propiedad privada. Se trata de la única laguna de origen volcánico en la región que se encuentra "colgada" en la parte alta de una sierra cuarcítica. En el espacio natural existe un único afloramiento volcánico, consistente en un cráter de explosión que dio origen a un maar, en cuyo interior se ubica la laguna de La Alberquilla. La explosión hidromagmática dejó pequeños depósitos piroclásticos en los bordes oeste y sur, situados en las escotaduras que dejaron los rebajados crestones cuarcíticos de las laderas que delimitan el maar, constituidas por bancos de cuarcitas y pizarras ordovícicas.
Obtuvo el estatus de Monumento Natural en octubre de 1999, al ser publicado el decreto en el Diario Oficial de Castilla-La Mancha.  El espacio tiene una superficie de 111 ha.